# Pascal Éouzan
 (juillet 2024).
Il peut être nécessaire de l'améliorer pour respecter le principe de neutralité de point de vue. Veuillez consulter la page de discussion pour plus de détails.

Pascal Éouzan, né le 15 février 1966 à Champigny-sur-Marne (France), est un gymnaste français et spécialiste du tumbling. 

## Biographie

### Carrière sportive

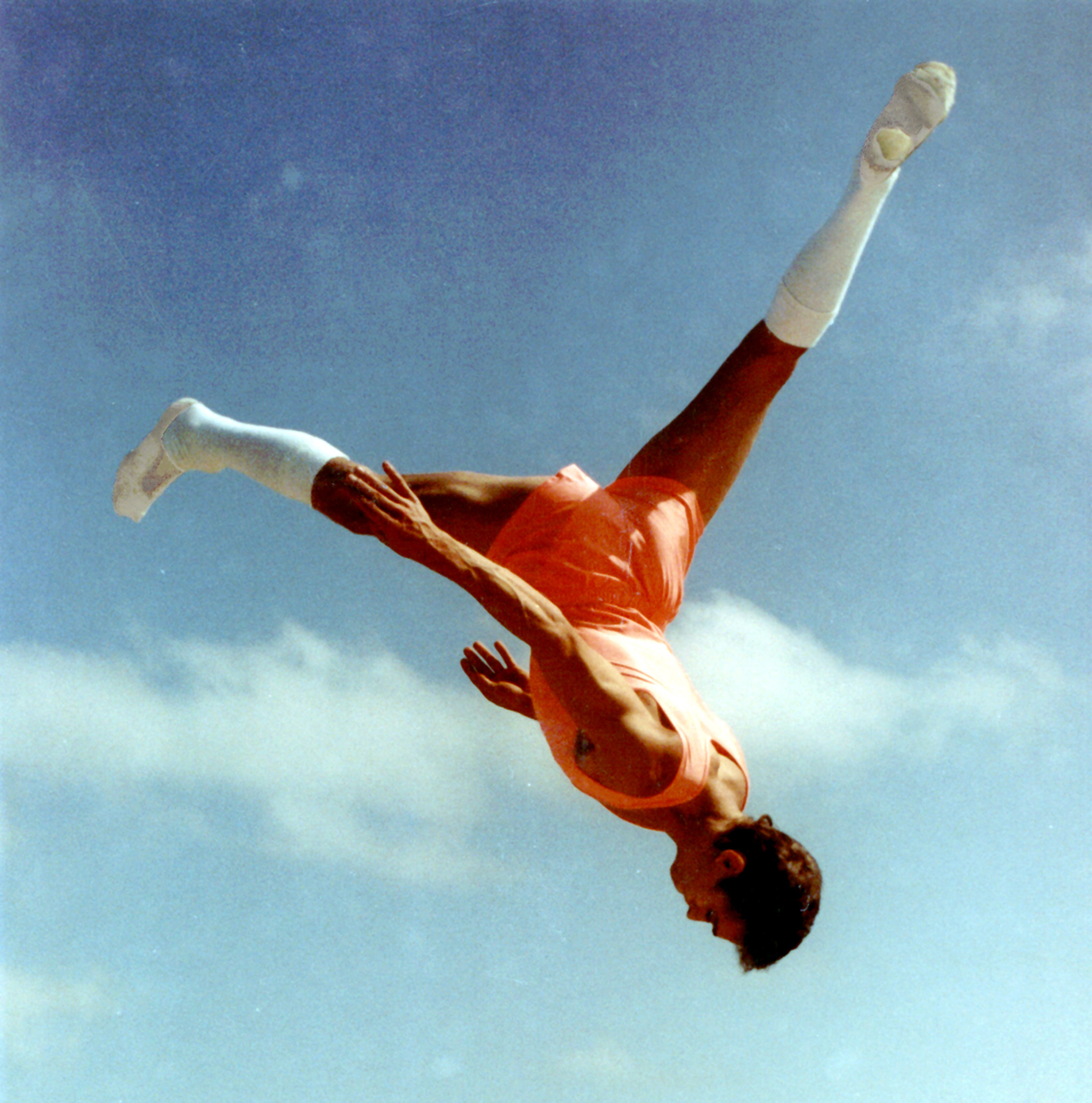
L' « éouzan » aux Championnats du monde de tumbling à Anvers en 1988.

Salto arrière tendu à la station de ski des Arcs en 1986.

Pascal Éouzan débute par une carrière de haut niveau en gymnastique artistique et sportive, avant de se tourner vers le  commence le tumbling en 1985.
Il est membre de l'équipe de France de 1985 à 1994, et remporte pendant cette période 22 médailles internationales dont 13 en or. Il décroche son premier titre mondial individuel en 1988[réf. nécessaire]. 
Il est pendant quatre ans le recordman du monde de la difficulté en 1986 sur les exercices libres de 10 et 5 touches, de 1986 à 1990[réf. nécessaire].
En 1988, il présente deux nouvelles figures aux championnats du monde d'Anvers, baptisées le Éouzan (double saut périlleux arrière tendu jambes en grand écart) et le Éouzan avec vrille au second salto. La première est ensuite reprise par de nombreux champions, dont Tatiana Gutsu, gymnaste russe et championne olympique en 1992 à Barcelone, en le réalisant durant son exercice au sol. De nombreux artistes du cirque du Soleil l'exécutent, avec ou sans vrille, lors de leurs spectacles[réf. nécessaire].
En 1990, juste après son deuxième titre mondial, il est victime d'un grave accident lors des championnats du Monde d'Augsbourg (Allemagne), qui lui cause des fractures du bassin et des jambes. Il retourne aux haut niveau trois ans après, et remporte le championnat d'Europe à Anvers en 1993, avant de terminer 3e des championnats du monde en 1994 devant John Beck (États-Unis), qui avait repris le titre en 1992[réf. nécessaire].
Il arrête définitivement sa carrière sportive en juillet 1996, après un accident de vélo tout terrain et une fracture de la clavicule, alors qu'il est encore le leader de l'équipe de France pour la préparation au mois d'août des mondiaux de Vancouver (Canada)[réf. nécessaire].

## Palmarès

### Championnats de France
- Sextuple champion de France individuel de la Fédération française de trampoline et de sports acrobatiques en 1986, 1987, 1989, 1990, 1992 et 1993[1].